# Johannes Macias

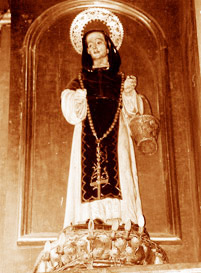
Hl. Johannes Macias

Johannes Macias (* 2. März 1585 in Ribera del Fresno, Spanien; † 16. September 1645 in Lima, Peru) war ein spanischer Dominikaner und Heiliger.

## Leben
Johannes wuchs, wegen des frühen Todes seiner Eltern, bei seinem Onkel auf und erarbeitete seinen Lebensunterhalt als Hirte. 1619 wanderte er in das Vizekönigreich Neugranada aus und von dort nach Peru. In Lima trat er 1622 als Laienbruder dem Dominikanerorden bei. Nach seinem Noviziat war er 22 Jahre an der Pforte des Klosters Santa María Magdalena in Lima tätig. Dort zeichnete er sich durch seine Bescheidenheit und eine tiefe Liebe zu den Armen und Kranken aus. Viele Limenser suchten die Klosterpforte auf, um Bruder Johannes um Rat zu bitten. Angeblich soll er schon zu Lebzeiten gewusst haben, an welchem Tag und zu welcher Stunde er sterben werde.

## Seligsprechung und Heiligsprechung
Papst Gregor XVI. sprach Johannes Macias am 22. Oktober 1837 selig. Papst Paul VI. sprach ihn am 28. September 1975 heilig. Sein Gedenktag in der katholischen Kirche ist der 16. September.